# Hang Chà Lòi
Hang Chà Lòi là một trong những hang động nằm ở phía Nam của Quảng Bình. Hang nằm trong địa phận 2 xã Ngân Thủy của huyện Lệ Thủy và Trường Xuân của huyện Quảng Ninh. Hang Chà Lòi còn được người dân địa phương gọi là Hang Đại tướng, bởi theo người dân địa phương sống ở đây trong những năm chiến tranh đại tướng Võ Nguyên Giáp từng ở tại đây. Hang được phát hiện rất sớm từ những năm 1967 đã được sử dụng. Hang Chà Lòi cách trung tâm thành Phố Đồng Hới 45 km theo hướng Tây Nam. Hang Chà Lòi được gọi theo tên của người địa phương dân tộc Bru-Vân Kiều sống gần đó.

## Du lịch
Hang Chà Lòi được đưa vào khai thác du lịch vào cuối năm 2018. Để khai thác được hang này UBND tỉnh cấp phép cho công ty du lịch khai thác và bảo tồn. Hang Chà Lòi được khai thác theo hình thức Du lịch mạo hiểm. Để khám phá được hang bạn phải đi bộ, leo trèo, lội suối trong hang.. Bạn được trang bị các thiết bị như đèn, giày, và mũ bảo hộ cùng với đội ngũ chuyên gia hướng dẫn hang động. Trên trang tổng cục du lịch Việt Nam đánh giá cao Hang Chà Lòi và những trải nghiệm vừa phải mà du khách mang lại
Hiện tại sản phẩm được mở rộng đến khe nước lạnh, du khách sẽ có những trải nghiệm thú vụ tại đây